# 馬志鴻
馬志鴻（1985年11月5日—）是一位出生於臺灣屏東縣來義鄉的單人雪橇運動員，也是2006年和2010年冬季奧林匹克運動會中華台北代表團團員。馬志鴻出賽2006年和2010年冬季奧林匹克運動會雪橇比賽，並分別名列第28名和第34名。

## 生平小傳
馬志鴻出生於屏東縣來義鄉，並擁有排灣族血統。在進入雪橇運動前，馬志鴻曾為田徑選手。他的主要雪橇訓練地在德國和奧地利，並接受一名羅馬尼亞裔的教練指導。馬志鴻目前就讀東南科技大學。